# Grupo Unidifusión
Grupo Unidifusión es una empresa de radiodifusión que cubre la zona del occidente de la república mexicana en los estados de Jalisco, Colima, Nayarit, Zacatecas, Aguascalientes y Michoacán.

## Estaciones
En Guadalajara, Jalisco
- Radio Metrópoli XEAD-AM 1150 kHz

Emite 19 horas al día programas de noticias, deportes, espectáculos y programas de opinión; transmite las 24 horas del día con 50,000 watts de potencia que cubre toda la zona occidente de México.
- Radio Vital XETIA-AM 1310 kHz

Transmite programas de salud (Medicina, Medicina Alternativa, Homeopatía, Nutrición, Psicología, etc.) y música romántica actual en español por las noches y madrugada, transmite las 24 horas del día.
- Señal 90 XHOY-FM 90.7 MHz

Emite música rock, pop y la balada en inglés desde la década de 1960 hasta la actualidad. (afiliada por Megaradio de México)
- Fórmula Melódica XETIA-FM 97.9 MHz

Emite música de catálogo en español las 24 horas del día.
- La Buena Onda XEAD-FM 101.9 MHz

Emite música romántica y balada en español las 24 horas del día.

## Notisistema
El servicio informativo de Grupo Unidifusión, transmite desde Guadalajara, Jalisco para toda la república mexicana cada hora en la hora.